# ラミズ・ゼルキ
ラミズ・ラルビ・ゼルキ（Ramiz Larbi Zerrouki、1998年5月26日 - ）は、オランダ・アムステルダム出身のサッカー選手。エールディヴィジ・フェイエノールト所属。ポジションはMF。アルジェリア代表。

## クラブ経歴
アヤックス・アカデミー、FCトゥウェンテの下部組織出身。2019年10月30日、デ・トレファースとのカップ戦にて89分、クイーンシー・メニフと交代でFCトゥウェンテにおけるトップチームデビューを果たした。
2023年6月22日、4年契約でフェイエノールトへ移籍した。

## 個人成績

### 代表
試合数
- 国際Aマッチ 22試合1得点（2021年 - ）

| アルジェリア代表 | 国際Aマッチ | 国際Aマッチ |
| 年               | 出場        | 得点        |
| ---------------- | ----------- | ----------- |
| 2021             | 9           | 1           |
| 2022             | 11          | 0           |
| 2023             | 2           | 0           |
| 通算             | 22          | 1           |